# Capitalisme digital
El capitalisme digital, sovint relacionat amb el capitalisme de dades o el capitalisme de vigilància, s'entén com la transformació del model capitalista a través de les noves tecnologies, així com dels processos que el conformen. Aquest terme fou encunyat per Dan Schiller, autor i historiador de la informació i les comunicacions al transcurs del desenvolupament de l'economia capitalista, al llibre de 1999 Digital Capitalism.
Alguns dels termes que defineixen aquest sistema inclouen la globalització i el neoliberalisme.

## Evolució de la digitalització
Tot i l'existència de diverses aproximacions envers les fases que constitueixen l'era del capitalisme digital, la segona revolució industrial i la invenció de noves formes de producció massiva poden considerar-se un dels primers avenços pel que fa a l'evolució de la digitalització.
D'altra banda, aquesta era digital no es fa palès fins a la dècada dels anys seixanta, quan es digitalitzen els processos de producció i manufactura. Alguns dels avenços determinants per a cada dècada foren els següents:
- 1970: introducció de la computadora personal i de temps compartit, a més a més de la consola de jocs.
- 1980: popularització de la computadora en espais públics i particulars. El fet que, a finals de la dècada, el 15,3% de nord-americans gaudís d'un ordinador a casa seva evidencia la popularització dels aparells digitals. La dependència d'aquesta nova tecnologia es va estendre, també, entre les empreses.
- 1990: la World Wide Web va fer-se accessible al públic. El 1999, la majoria de nord-americans usaven ja Internet amb regularitat.
- 2000: globalització de la cultura digital. L'important desenvolupament tecnològic en l'àrea de la comunicació permet que les relacions socials, laborals, acadèmiques i familiars, entre d'altres, siguin molt més senzilles i ràpides, creant així un món globalitzat i d'intercanvi cultural a través de la digitalització. Els dispositius digitals, tals com el telèfon mòbil i l'ordinador, esdevenen, per tant, un element imprescindible de connexió amb l'actualitat i d'entreteniment per a les persones de països plenament desenvolupats, una eina necessària en gairebé tots els àmbits vitals: l'acadèmic, el laboral, el social i el cultural. Per exemple, el fet que Netflix, empresa nord-americana d'entreteniment audiovisual, l'any 2020 hagi sumat al voltant de 16 milions de nous usuaris abonats al seu servei durant la pandèmia de la Covid-19[3] constata com les persones recorren als dits dispositius, per tal de, per exemple, satisfer la seva necessitat d'entreteniment i distracció.

## Digital Capitalism
En la visió que ofereix Dan Schiller en Digital Capitalism, aquest concepte s'entén com l'aplicació de la política neoliberal al ciberespai. Schiller se centra principalment en les transformacions per les quals passen les telecomunicacions i com aquestes serveixen als interessos de les corporacions.
Aquest assaig pot estructurar-se en tres parts: les parts I i II giren al voltant de les dinàmiques de mercat adoptades per les xarxes, mentre que, d'altra banda, la part III explica de quina manera Internet constitueix un espai on es cultiva el consumisme de forma transnacional. En darrer lloc, la part IV mostra un capitalisme digital que ha ocupat l'educació, posant-la a la mercè de la lògica de mercat.
En resum, en aquest llibre es recull el significat del capitalisme digital entès com la influència del neoliberalisme en les xarxes, i no al revés.

### Polítiques neoliberals a Internet
En la línia del significat donat per Dan Schiller al capitalisme digital, existeixen diversos exemples que expliquen els usos d'Internet per les corporacions com a manera de servir al mercat:
- Mineria de dades: és una de les tècniques més conegudes de la xarxa per a obtenir informació sobre els consumidors i les seves preferències. D'aquesta manera, les corporacions són capaces d'analitzar una gran mostra de dades i mostrar anuncis personalitzats.
- Digital Capitalism - Directiva sobre els drets d'autor en el mercat únic digital: aquesta proposta de la Unió Europea té l'objectiu darrer d'aplicar els drets d'autor als continguts compartits a través de les xarxes. Aquesta política, especialment l'article 13 general per la directiva, ha desencadenat una gran varietat de crítica i ha estat acusada de limitar la llibertat de comunicació que caracteritza les xarxes socials.